# Planamarengo
Planamarengo Azarkina & Haddad, 2020 è un genere di ragni appartenente alla famiglia Salticidae.

## Distribuzione
Le 3 specie sono state reperite in Kenya e Sudafrica.

## Tassonomia
Per la descrizione delle caratteristiche di questo genere sono stati esaminati gli esemplari tipo di Copocrossa bimaculata Peckham & Peckham, 1903.
Non sono stati esaminati esemplari di questo genere dal 2020.
Attualmente, a gennaio 2022, si compone di 3 specie:
- Planamarengo bimaculata (Peckham & Peckham, 1903)[2] — Sudafrica
- Planamarengo gatamaiyu Azarkina & Haddad, 2020 — Kenya
- Planamarengo kenyaensis Azarkina & Haddad, 2020 — Kenya